# 贾母贞节碑
贾母贞节碑，位于中国河北省邢台市驻驾铺，为邢台市柏乡县的一个省级文物保护单位，类型为石刻，公布时间为1982年7月23日。
贾母贞节碑的历史年代为元代。